# A/S Bryggeriet Stjernen (film)
A/S Bryggeriet Stjernen er en dansk dokumentarisk optagelse fra 1934.

## Handling
En film om arbejdernes bryggeri A/S Stjernen, grundlagt i 1902, beliggende på Dr. Olgas Vej på Frederiksberg. 
Alle selskabets aktier ejes af arbejderne gennem deres faglige organisationer og af Arbejdernes Fællesbageri samt Arbejdernes Landsbank. Dokumentaren gennemgår organisationen og dens drift, samt hele produktionsprocessen for ølbryggeriet, aftapningen samt udbringning med hestevogne og på lastbiler. Bryggeriet har derudover depoter fordelt over hele landet, som vises på et kort. Filmen slutter ude hos forbrugerne.